# Midori

Midori (みどり市 Midori-shi?) este un municipiu din Japonia, prefectura Gunma.